# Simulium hibernale
Simulium hibernale är en tvåvingeart som först beskrevs av Rubtsov 1967.  Simulium hibernale ingår i släktet Simulium och familjen knott. Inga underarter finns listade i Catalogue of Life.